# Gymnoscelis conjurata
Gymnoscelis conjurata là một loài bướm đêm trong họ Geometridae.